# 李軌
李 軌（り き）は、隋末唐初に割拠した群雄の一人。

## 生涯
涼州姑臧県の人。姑臧の資産家の家に生まれ、郷里での名望により多くの人士と交際した。隋の大業年間、鷹揚府司兵に任ぜられた。大業13年（617年）、薛挙が金城郡で乱を起こしたのを機に、李軌は同郷の曹珍・関謹・梁碩・李贇・安修仁らと語らって挙兵した。虎賁郎将の謝統師や武威郡丞の韋士政を捕らえて、武威郡を占領し、河西大涼王を自称した。張掖郡・敦煌郡・西平郡・枹罕郡を平定して、河西地方を領有した。大業14年（618年）、唐の高祖李淵が薛挙を攻めた際に、李軌に親書を送り、李軌を従弟としている。同年11月、李軌は皇帝を称して国号を涼とし、安楽と元号を建て、唐に使節を派遣し「大涼皇帝臣軌」との表奉を行っている。
中国統一を着実に進めた唐の高祖は、安楽2年（619年）5月に安興貴を派遣して李軌に唐への帰順を説得するが、李軌はこの勧告を聞き入れなかった。そのため安興貴は弟である戸部尚書安修仁と結託し、胡兵を動かして政変を起こした。敗北を悟った李軌は、妻子と共に玉女台にのぼり、別れの杯を交わした後に捕虜となり、その後長安に送られて処刑された。

## 伝記資料
- 『旧唐書』巻五十五 列伝第五「李軌伝」
- 『新唐書』巻八十六 列伝第十一「李軌伝」